# Ocenebrinae
Ocenebrinae là một phân họ ốc biển săn mồi, là động vật thân mềm chân bụng sống ở biển. Phân họ này thuộc họ Muricidae.

## Chi
Các chi trong phân họ Ocenebrinae gồm có:
- Acanthina
  - Acanthina paucilirata
  - Acanthina punctulata
  - Acanthina lugubris
  - Acanthina spirata
- Africanella
- Agnewia
- Calcitrapessa
- Ceratostoma
- Chicocenebra
- Chorus
  - Chorus giganteus
- Crassilabrum
- Eupleura
- Favartia
- Forreria
- Genkaimurex
- Hadriania
- Hanetia
- Haustrum
- Inermicosta
- Jaton
- Lepsiella
- Lepsithais
- Microrhytis
- Muricopsis
- Namamurex
- Neothais
- Nucella
- Ocenebra
- Ocinebrellus
- Ocinebrina
- Poropteron
- Pteropurpura
- Pterotyphis
- Roperia
- Shaskyus
- Trachypollia
- tritoniformis
- Urosalpinx
- Vaughtia
- Vitularia